# Сарул
Сарул (калм. Сарул — светлый, ясный) — сельский населённый пункт в Черноземельском районе Калмыкии. Административный центр Сарульского сельского муниципального образования.

## География
Посёлок Сарул расположен на северо-западе Черноземельского района Калмыкии, в полупустынной местности в пределах Прикаспийской низменности, на правом берегу реки Хар-Зуха, в 11 километрах от автодороги Яшкуль - Комсомольский - Артезиан, в 85 километрах к северо-западу от районного центра.

## Климат
Климат резко континентальный, поселение расположено в сухой жаркой зоне. Средняя температура положительная и колеблется в пределах 9,5-10,5°С. Самый холодный месяц - январь, но наиболее низкие температуры отмечены в феврале.
Абсолютный минимум температур достигает -32..-34°С. Лето жаркое, наиболее высокая температура отмечена в июле 24,4-25,3°С. Абсолютный максимум достигает 40°С. Для климата характерно резкое нарастание тепла весной, что вызывает быстрое подсыхание почвы, сокращение сроков проведения весенних полевых работ. Продолжительность безморозного периода составляет 173-186 дней. Особенностью климата является значительная продолжительность солнечного сияния, которое составляет 182-186 дней в году.
Число дней со снежным покровом составляет 40-54. Высота снежного покрова незначительна – не более 10 см. Глубина промерзания почвы в среднем за зиму - 34 см, а в отдельные наиболее суровые зимы - до 64 см. Число дней с оттепелями достигает 50 в год. Резкая смена погоды приводит к образованию гололёда и уплотнению снега. В течение зимы с гололёдом насчитывается около 16 дней.
Испаряемость за вегетационный период значительно превосходит количество выпадающих осадков. Увлажнение недостаточное, коэффициент увлажнения 0,2-0,3. За вегетационный период число дней с суховеями колеблется от 100 до 125. Территория характеризуется наличием постоянных сильных ветров с преобладание ветров восточного направления. Только в летнее время усиливаются ветры западного направления. Наибольшая скорость ветров наблюдается в январе - марте. Количество дней с сильным ветром в среднем за год составляет 18-36 дней. Отмечаются сильные пыльные бури.

## История
Бывшая ферма. Посёлок начал активно застраиваться в 1970-е годы в связи с созданием по инициативе по Б.Б. Городовикова совхоза "Восточный". Название "Сарул" образовавшемуся посёлку было присвоено в 1977 году.
Самостоятельная сельская администрация - с 1992 года.
В 1999 году совхозу было присвоено имя Героя Советского Союза Б.Б. Городовикова

## Население
| 2002 | 2010 | 2011 | 2012 | 2013 | 2014 | 2015 |
| ---- | ---- | ---- | ---- | ---- | ---- | ---- |
| 517  | ↘502 | ↗504 | ↘497 | ↘489 | ↘475 | ↘468 |
| 2016 | 2017 | 2018 | 2019 | 2020 | 2021 |      |
| ↗474 | ↘467 | ↘462 | →462 | ↘445 | ↘418 |      |

Численность населения посёлка, по данным на 2011 год, составляло 492 человека. Несмотря на естественный прирост, численность населения поселка уменьшается из-за миграционного оттока населения . Так в 2011 году в поселение прибыло 18 человек, выбыло – 25 человек. Миграционная убыль составила 7 человек или -14,2‰.
Национальный состав
Этнический состав населения характеризуется полиэтничностью. Значительную часть (43%) населения составляет коренной этнос – калмыки. Вторыми по численности являются даргинцы – 137 человек или 27,6%. На третьем месте находятся казахи, чья численность составляет 8,0% населения.
Согласно результатам переписи 2002 года большинство населения посёлка составляли калмыки (43 %)

## Экономика
По состоянию на 2011 года на территории Сарульского СМО работает 17 сельскохозяйственных предприятий из них 16 крестьянско-фермерских хозяйств и 1 МУП им. Б.Б. Городовикова. В 87 домовладениях со держатся личные подсобные хозяйства. Отраслью специализации сельского хозяйства выступает мясное животноводство (разведение крупного рогатого скота, так и овец)

## Социальная сфера
В посёлке действуют средняя школа, ФАП, дом культуры, библиотека.